# Nusmir Fajić
Nusmir Fajić (Bosanska Krupa, 12 gennaio 1987) è un calciatore bosniaco, attaccante dello Sloga Bosanska Otoka.

## Carriera
Ha totalizzato 7 presenze e 2 reti nell'Europa League 2012-2013.

## Palmarès

### Club

#### Competizioni nazionali
- Supercoppa di Slovenia: 2

Maribor: 2013, 2014
- Campionato sloveno: 1

Maribor: 2013-2014